# Lijst van attractieparken in Frankrijk
Dit is een lijst van attractieparken in Frankrijk.
| Attractiepark             | Plaats                    | Regio                      | Parktype                                | Geopend        | Opmerking                                                                                                  |
| ------------------------- | ------------------------- | -------------------------- | --------------------------------------- | -------------- | --- |
| Azur Park                 | Gassin                    | Provence-Alpes-Côte d'Azur | Pretpark                                | 1968           | |
| Parc Bagatelle            | Merlimont                 | Hauts-de-France            | Attractiepark                           | 1955           | |
| Parc du Bocasse           | Le Bocasse                | Normandië                  | Pretpark                                | 1969           | |
| Didi'Land                 | Morsbronn-les-Bains       | Grand Est                  | Attractiepark                           | 1982           | |
| Cigoland                  | Kintzheim                 | Grand Est                  | Attractiepark, + dieren- en vogelpark   | 1974           | |
| Cité de l'espace          | Toulouse                  | Occitanie                  | Themapark                               | 1997           | Educatiecentrum over de ruimte                                                                             |
| Cobac Parc                | Lanhélin                  | Bretagne                   | Themapark                               | 1975           | |
| Dennlys Parc              | Dennebrœucq               | Hauts-de-France            | pretpark                                | 1983           | |
| Disneyland Park           | Marne-la-Vallée           | Île-de-France              | Themapark                               | 1992           | Onderdeel van Disneyland Paris.                                                                            |
| Europark                  | Vias                      | Occitanie                  | Kermispark                              | 1985           | |
| Fééryland                 | Tournehem-sur-la-Hem      | Hauts-de-France            | Attractiepark                           | In de jaren 60 | Tussen 2012 en 2015 en in 2023 was het Standing but not operating.                                         |
| Festyland                 | Bretteville-sur-Odon      | Normandië                  | Themapark                               | 1989           | |
| Fraispertuis City         | Jeanménil                 | Grand Est                  | Themapark                               | 1966           | |
| Futuroscope               | Jaunay-Clan               | Nouvelle-Aquitaine         | Themapark                               | 1987           | |
| Le Jardin d'acclimatation | Parijs                    | Île-de-France              | Attractiepark en planten- en dierentuin | 1926           | Oudste attractiepark van Frankrijk                                                                         |
| Kingoland                 | Plumelin                  | Bretagne                   | Attractiepark                           | 2014           | |
| Kid Parc                  | Gujan-Mestras             | Nouvelle-Aquitaine         | Attractiepark                           | 2000           | |
| La Mer de Sable           | Ermenonville              | Hauts-de-France            | Attractiepark                           | 1963           | |
| Magic park Land           | Ensuès-la-Redonne         | Provence-Alpes-Côte d'Azur | Pretpark                                | 2003           | |
| Nigloland                 | Bar-sur-Aube              | Grand Est                  | Attractiepark                           | 1987           | |
| OK Corral                 | Cuges-les-Pins            | Provence-Alpes-Côte d'Azur | Attractiepark                           | 1966           | |
| Le Pal                    | Allier                    | Auvergne-Rhône-Alpes       | Attractiepark en Dierentuin             | 1973           | |
| Papéa Parc                | Yvré-l'Évêque             | Pays de la Loire           | Attractiepark                           | 1971           | |
| Parc Astérix              | Plailly                   | Hauts-de-France            | Themapark                               | 1989           | Themapark gebaseerd op de stripverhalen van Asterix en Obelix. Park met de meeste achtbanen van Frankrijk. |
| Parc Ange Michel          | Saint-Hilaire-du-Harcouët | Normandië                  | Pretpark                                | 1991           | |
| Parc Saint-Paul           | Saint-Paul                | Hauts-de-France            | Attractiepark                           | 1983           | |
| Parc Spirou               | Monteux                   | Provence-Alpes-Côte d'Azur | Themapark                               | 2018           | |
| Puy du Fou                | Les Epesses               | Pays de la Loire           | geschiedkundig themapark                | 1978           | Bevat geen mechanisch aangedreven attracties, wel zijn er veel grootse shows.                              |
| la récré des 3 curés      | Milizac                   | Bretagne                   | Pretpark                                | 1989           | Opent heel veel ex-Bobbejaanlandattracties                                                                 |
| Vulcania                  | Saint-Ours                | Auvergne-Rhône-Alpes       | Educatief thema- en attractiepark       | 2002           | |
| Walygator Sud-Ouest       | Agen                      | Nouvelle-Aquitaine         | Attractiepark                           | 1992           | |
| Walibi Rhône-Alpes        | Les Avenières             | Auvergne-Rhône-Alpes       | Attractiepark                           | 1979           | |
| Walt Disney Studios Park  | Marne-la-Vallée           | Île-de-France              | Themapark                               | 2002           | Onderdeel van Disneyland Paris                                                                             |
| Walygator Grand Est       | Metz                      | Grand Est                  | Attractiepark                           | 1989           | Eerder ook bekend onder de namen Big Bang Schtroumpf, Walibi Schtroumpf en Walibi Lorraine.                |
| Winnoland                 | Saint-Pierre-du-Perray    | Île-de-France              | Attractiepark                           | 2008           | |

## Voormalige attractieparken
| Attractiepark             | Plaats   | Regio                   | Parktype                      | Geopend                 | Gesloten     | Reden                                                                                     |
| ------------------------- | -------- | ----------------------- | ----------------------------- | ----------------------- | ------------ | ----------------------------------------------------------------------------------------- |
| Fami P.A.R.C.             | Nonville | Île-de-France           | Familiepretpark               | 1997                    | 2012         | Werd gesloten na een ruzie tussen de eigenaar, Reverchon, en de burgemeester van Nonville |
| Florida Parc              | Brochon  | Bourgogne-Franche-Comté | Kinderattractiepark           | 1980                    | 2016         | Alleen het restaurant bleef bestaan. Je moest voor elke attractie apart betalen.          |
| Parc Avenue               | Aubenas  | Auvergne-Rhône-Alpes    | Pretpark                      | 1990 Heropening in 2008 | 2002 en 2014 | Te weinig bezoekers en dus inkomsten                                                      |
| Playmobil FunPark Fresnes | Fresnes  | Île-de-France           | Indoorpretpark/-recreatiepark | 1999                    | 31 juli 2022 | Na de coronacrisis was het park niet meer rendabel.                                       |